# Imperial Conference

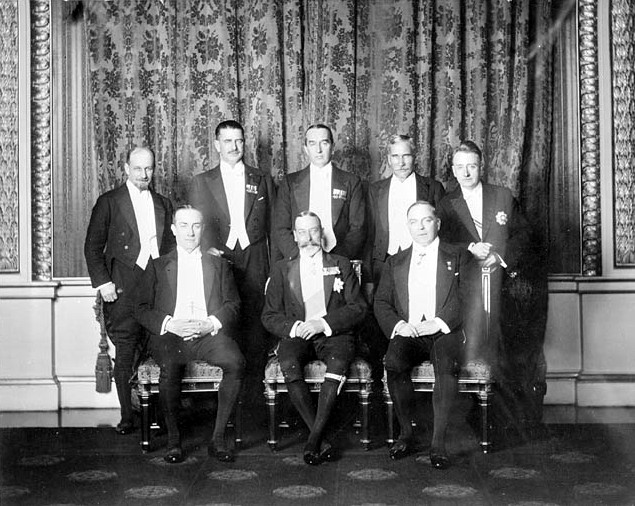
Foto genomen tijdens de Imperial Conference in 1926; koning George V zit in het midden op de voorste rij. Deze bijeenkomst resulteerde in de Tweede Balfour-verklaring van 1926, waarbij de dominions complete onafhankelijkheid van het Verenigd Koninkrijk kregen.

De Imperial Conference, voor 1907 onder de naam Colonial Conference, was een regelmatig terugkerende bijeenkomst waar de leiders van het Britse Rijk elkaar ontmoetten en beleidsafspraken maakten. Na 1944 werd de bijeenkomst vervangen voor bijeenkomst voor ministers-presidenten van het Commonwealth. De Imperial Conference is 12 keer gehouden, meestal in Londen. Tweemaal was de bijeenkomst in Ottawa, de hoofdstad van Canada en het oudste dominion. Aanvankelijk vond de conferentie incidenteel plaats wanneer de leiders van overzeese gebieden in Londen waren voor een Koninklijke gebeurtenis. Na de Eerste Wereldoorlog kreeg de conferentie een periodiek karakter.

## Achtergrond
De bijeenkomst had als doel om de eenheid van het Rijk te verstevigen, maar groeide uit tot het forum waar de dominions hun wensen konden uiten met betrekking tot het loskomen van hun koloniale status. Een markeerpunt daarin was de Balfour-declaratie die tijdens de Imperial Conference van 1926 werd aangenomen. In deze Declaratie werden de dominions erkend als aan het Verenigd Koninkrijk gelijkwaardige leden van het Gemenebest van Naties. De conferentie van 1930 besloot ook het wettelijk gezag van het Britse parlement over de dominions in te trekken. Deze maatregel werd doorgevoerd in het Statuut van Westminster van 1931, hoewel het nog een aantal jaren zou duren voordat alle dominions het statuut ratificeerden. Bij de conferentie van 1930 was het ook opvallend dat Zuid-Rhodesië deelnam, hoewel het de status had van een zelfregerende kolonie en niet van een dominion.
Tijdens de Imperial Conference van 1932 op het hoogtepunt van de Grote Depressie maakten de deelnemers afspraken om op elkaars producten geen importheffingen meer toe te passen. Voor landen buiten het Britse Rijk bleven deze heffingen nog wel van toepassing.

## Lijst van conferenties
| Jaar | Datum                    | Locatie        | Opmerkingen                                          |
| ---- | ------------------------ | -------------- | ---------------------------------------------------- |
| 1887 | 4 april – 6 mei          | Londen         | Tijdens het gouden jubileum van koningin Victoria    |
| 1894 | 28 juni – 9 juli         | Ottawa, Canada |                                                      |
| 1897 | 24 juni – 8 juli         | Londen         | Tijdens het diamanten jubileum van koningin Victoria |
| 1902 | 30 juni – 11 augustus    | Londen         | Tijdens de kroning van Edward VII                    |
| 1907 | 15 april – 14 mei        | Londen         |                                                      |
| 1911 | 23 mei – 20 juni         | Londen         | Tijdens de kroning van George V                      |
| 1917 | 21 mei - 27 april        | Londen         | Tijdens de Eerste Wereldoorlog                       |
| 1918 | 12 juni – 26 juli        | Londen         | Tijdens de Eerste Wereldoorlog                       |
| 1921 | 20 juni – 5 augustus     | Londen         |                                                      |
| 1923 | 1 oktober – 8 november   | Londen         |                                                      |
| 1926 | 19 oktober – 22 november | Londen         |                                                      |
| 1930 | 1 oktober – 14 november  | Londen         |                                                      |
| 1932 | 21 juli – 18 augustus    | Ottawa         |                                                      |
| 1937 | 14 mei – 24 juni         | Londen         | Tijdens de kroning van George VI                     |